# 盧甚
盧甚（?—?），唐朝官员。
歷官京兆府參軍。盧甚與諫官崔瑄在驛廳有舊怨，崔瑄的门生崔铉便上奏诬陷盧甚。盧甚入獄后，給宰相寫信，把自己比為孟子，把崔瑄比為錢鳳。最後盧甚被赐死，自尽。